# Madame Lisa
Madame Lisa, née le 23 décembre 1969 à La Rochelle, est une prostituée et proxénète française qui est depuis 2003 à la tête d'une maison close à Genève.

## Biographie

### Jeunesse et formation[1]
Fille d'un père docker et d'une mère ostréicultrice, Isabelle passe une enfance ordinaire. Durant son temps libre et ses vacances elle aide ses parents dans leur exploitation et les marchés. À l'âge de 17 ans, elle passe un CAP et un BEP de couture. Elle travaille ensuite dans divers ateliers de couture. En 1987, elle rencontre Jean-Pierre qu'elle épouse en 1990. Son premier fils, Kevin, naît en 1991. Le couple part s'installer en région parisienne. Son deuxième fils, Pierre, naît en 1993. Son mari flambeur donne à Isabelle l'impression de remplir un puits sans fond par son travail. C'est là qu'elle découvre, par l'intermédiaire du Minitel, la possibilité d'augmenter ses revenus par le sexe. 

### Pornographie, prostitution et proxénétisme[1]
Elle commence par poser pour des photos pornographiques. Elle entre ensuite comme hôtesse dans un club échangiste à Vincennes, où elle rencontre ses premiers clients. En même temps, elle commence à tourner dans des films pornographiques. Une collègue de tournage lui fait alors rencontrer son premier client en escort. Le 7 septembre 1995, elle rencontre Daniel, un client qui va devenir son deuxième époux par la suite. En 1996, elle quitte Jean-Pierre et part s’installer à Annemasse avec ses deux enfants. En avril 1997 naît son troisième enfant, une fille prénommée Leah, issue de sa relation avec Daniel. Le 31 mars 1998, son mari Jean-Pierre décède à la suite d'un accident de moto. En 2000, elle quitte la France et vient s'installer avec Daniel à Genève, où elle continue à exercer son activité d'escort. C'est là qu'elle commence aussi à exercer en salon érotique. Elle épouse Daniel le 15 décembre 2000. En octobre 2003, elle ouvre son propre salon érotique, le Venusia, au centre de Genève. Plus tard le salon déménage pour s'établir dans des locaux plus grands.

## Enquêtes et adaptations
L'histoire de Madame Lisa et de sa maison close a fait l'objet de diverses publications, dont :
- Venusia, un moyen-métrage documentaire suisse réalisé par Louise Carrin, sorti en 2016